# Денчень
Денчень (рум. Dănceni) — село в Яловенському районі Молдови. Утворює окрему комуну.